# 守山八幡宮 (伊豆の国市)
守山八幡宮（もりやまはちまんぐう）は、静岡県伊豆の国市にある神社。狩野川を挟んだ西方・江間地区にある豆塚神社と共に、式内社である石徳高神社（いわとこたけじんじゃ）の後継神社の1つであり、源頼朝が挙兵に当たり平家追討祈願をした神社としても知られる。

## 概要
伊豆の国市（旧韮山町）の寺家（じけ）地区の西部、願成就院をはじめとして周辺に北条家・源頼朝関連施設や、室町時代の伝堀越御所跡などが集中する守山（もりやま）の山中に鎮座している。
境内は2段構成になっており、石段を上がってすぐの場所には舞殿・拝殿があり、そこから更に急な石段142段を上がった先に、本殿・拝殿がある。下の舞殿では、毎年10月の例大祭でしゃぎり・三番叟が奉納される。

## 歴史
創建は647年（大化3年）であり、大山祇神を祭神とし、後に式内社となる石徳高神社であったとされる。
907年（延喜7年）、豊前国宇佐神宮より八幡神を勧請・合祀し、守山への遷座を経て守山八幡となる。
1180年（治承4年）8月、源頼朝が平家追討を祈願して挙兵、配下数十の兵が（後の韮山代官所に程近い）山木兼隆の館を襲撃、火煙が上がるのをこの地から眺めていたとされる。
現在の本殿は、1632年（寛永9年）に久能城主・榊原照久によって造営されたものとされる。（それ以前のものとしては、韮山城主・内藤信成による1597年（慶長2年）の棟札も伝わっている。）
舞殿は、1934年（昭和9年）に建てられた。

## 祭神
- 誉田別命
- 大山祇神
- 木花開耶姫命

## 境内
- 本殿・拝殿
- 舞殿・拝殿
- 源頼朝挙兵之碑
- 鳥居